# Peter zu Bentheim-Tecklenburg-Rheda

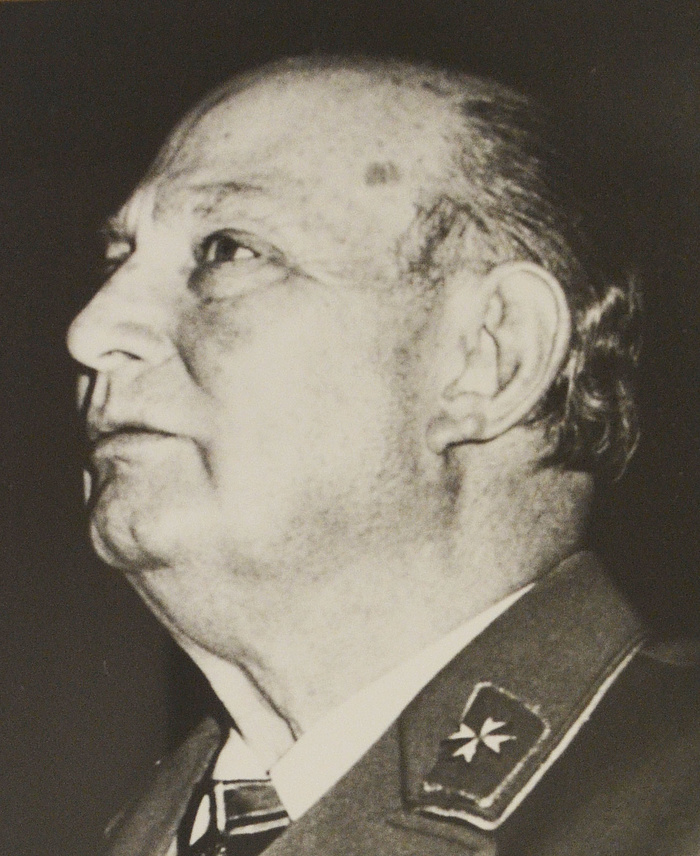
Peter Graf zu Bentheim Tecklenburg-Rheda, der dritte Präsident der Johanniter-Unfall-Hilfe und Ehrenkommendator.

Peter Moritz Kasimir Helmuth Graf zu Bentheim-Tecklenburg-Rheda (* 21. Juni 1916 in Berlin; † 4. März 1987 in Düsseldorf) war ein deutscher Kaufmann und Präsident der Johanniter-Unfall-Hilfe.

## Leben
Peter Graf zu Bentheim-Tecklenburg-Rheda entstammte dem hochadeligen Geschlecht Bentheim Tecklenburg-Rheda. Er war das älteste von drei Kindern aus der Ehe von Gladys von Franquet und Moritz Reichsgraf zu Bentheim-Tecklenburg-Rheda. Er heiratete 1956 Frederun Freiin von Kettler; aus der Ehe stammen zwei Kinder.
Nach Offiziersausbildung und Einsatz, zuletzt als Oberleutnant, im Zweiten Weltkrieg absolvierte er 1945 eine Lehre und war anschließend als Kaufmann in Düsseldorf tätig.
1952 wurde er Orts- und Bezirksbeauftragter für die neu gegründete Johanniter-Unfall-Hilfe (JUH) in Düsseldorf. Von 1964 bis 1984 war er Landesbeauftragter der JUH für Nordrhein-Westfalen. Zudem engagierte er sich für den Aufbau einer JUH in Namibia. Bereits seit 1966 hatte er kommissarisch die Vertretung für den erkrankten Präsidenten Smilo von Lüttwitz übernommen. Von 1968 bis 1976 war Peter zu Bentheim-Tecklenburg-Rheda Präsident der Johanniter-Unfall-Hilfe. In seiner Amtszeit fanden die ersten Auslandshilfseinsätze in der Türkei, Jordanien und Pakistan statt. 1970 führte er die Fahrdienste der Johanniter-Unfall-Hilfe ein und gründete 1974 die Nachwuchsorganisation der Johanniter-Jugend.
Graf Bentheim wurde 1949 als Ehrenritter in den Johanniterorden aufgenommen und 1957 zum Rechtsritter des Johanniterordens geschlagen. 1974 wurde er aufgrund seiner Verdienste für die Johanniter zum Ehrenkommendator ernannt. 1977 wurde er mit dem Großen Bundesverdienstkreuz des Verdienstordens der Bundesrepublik Deutschland ausgezeichnet.